# Station Kita-Shinchi
Station Kita-Shinchi (Japans: 北新地駅, Kita-Shinchi-eki) is een spoorwegstation in de wijk Kita-ku in de Japanse stad Osaka. Het wordt aangedaan door de Tōzai-lijn. Het station maakt deel uit van een groot netwerk van stations (Station Umeda, Osaka, Nishi-Umeda en Higashi-Umeda) welke allen met elkaar verbonden zijn door middel van winkelcentra en wandelgangen. Kita-Shinchi is het meest zuidelijk gelegen station van het complex. Het station werd in maart 1997 geopend.

## Treindienst
Het station beschikt over een eilandperron met twee sporen:
| 1 | ■ JR Tōzai-lijn | richting Amagasaki |
| 2 | ■ JR Tōzai-lijn | richting Kyōbashi  |

## Overig openbaar vervoer
Bussen 53, 55, 56, 62, 75, 88 en 103

## Stationsomgeving
- Kita-Shinchi (winkelstraat)
- Stationsgebouwen van station Osaka
- Hoofdpostkantoor van Osaka
- Diamor Osaka (winkelcentrum)
- Dojima Avanza (multifunctioneel gebouw)

(Gakkentoshi-lijn<<) · Kyobashi ·  Osakajō-kitazume · Osaka-Temmangu · Kita-Shinchi · Shin-Fukushima · Ebie · Mitejima · Kashima · Amagasaki · (>>JR Kobe-lijn- Fukuchiyama-lijn)